# Голкохвіст антильський
Голкохвіст антильський (Chaetura martinica) — вид птахів родини серпокрильцевих (Apodidae). Ендемік Малих Антильських островів. Це невеликий птах, близько 10 см завдовжки, 12 см в розмаху крил і вагою 20 г. Він має стадні звички, утворюючи зграї від 20 до 40 особин, часто разом з іншими видами серпокрильців.

## Поширення
Вид поширений на Домініці, Гваделупі, Мартиніці, Сент-Люсії, Сент-Вінсенті та, можливо, на Невісі. Мешкає в основному в тропічних рівнинних вічнозелених лісах, але зустрічається також у вторинних лісах і на відкритих ділянках, у тому числі сухих.